# جيم كراولي
جيم كراولي (بالإنجليزية: Jim Crawley)‏ هو مدير فني أمريكي، ولد في 11 فبراير 1934.